# Johann Haller

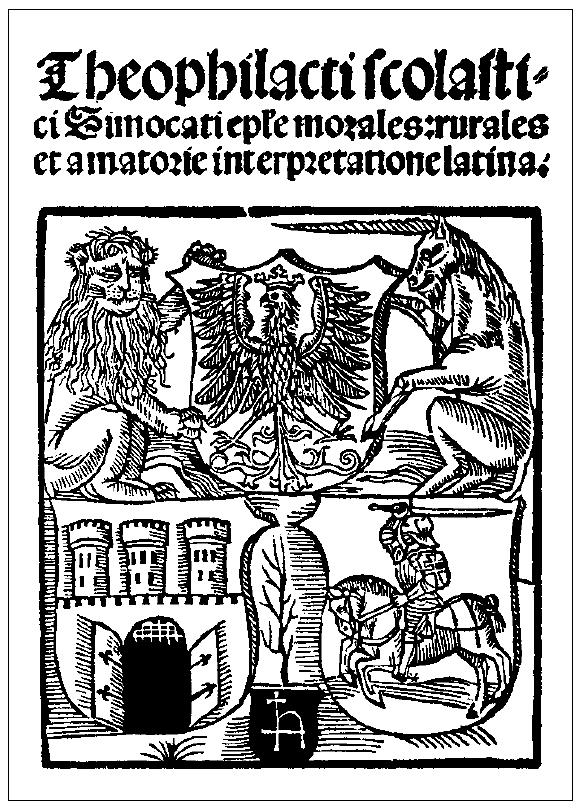
Traducción de Copérnico al latín de poemas griegos de Teofilacto Simocates, 1509

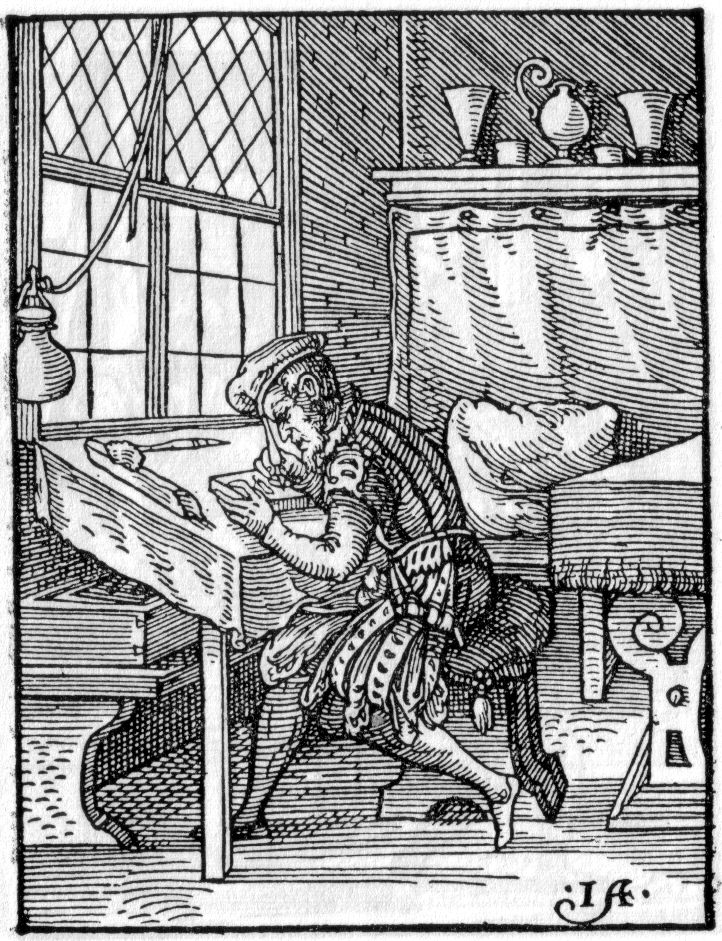
Cortador de bloques en el trabajo. Xilografía de Amman, 1568.

Johann Haller o Jan Haller (1463-1525) es considerado uno de los primeros impresores comerciales de Polonia.

## Primeros años
Haller nació en Rothenburg, una ciudad de Franconia (Alemania).
Tras sus estudios en la Academia de Cracovia, Haller se convirtió en comerciante de vino, cobre y estaño.

## Actividad de impresión
La actividad mercantil de Haller le permitió  dedicarse, más adelante, a la producción de elementos de imprenta y, finalmente, establecer una imprenta en Cracovia. Sus primeros productos de impresión fueron almanaques, seguidos de un breviario para el clero. Haller adquirió un monopolio parcial sobre ellos, protegiéndose así de la competencia. Pronto amplió su negocio para incluir libros científicos y académicos de astronomía, matemáticas, filosofía y derecho, así como estatutos reales y eclesiásticos.
En total, Haller produjo 3.530 grabados. Sus obras maestras son libros ilustrados que contienen 354 láminas de xilografías. Publicó el primer grabado en polaco, Historyja umęczenia Pana naszego Jezusa Chrystusa ("La historia del martirio de nuestro Señor Jesucristo"), en 1508.

### Traducción de Copérnico
Haller es quizá más conocido por haber publicado en 1509 un volumen de poemas de Teofilacto Simocatta que había sido traducido del griego bizantino al latín por Nicolás Copérnico, Theophilacti scolastici Simocati epistolae morales, rurales et amatoriae interpretatione latina. En aquella época no había ninguna imprenta en la zona de Copérnico —Lidzbark (Heilsberg), Frombork (Frauenburg), Toruń (Thorn)— por lo que la traducción de Copérnico sólo pudo imprimirse en Breslavia (Wrocław), Cracovia o más lejos. Copérnico, que había estudiado en Cracovia, optó por Johann Haller, que junto con Kasper Hochfeld ya había publicado la primera obra ilustrada en Polonia, los Estatutos de Jan Łaski (1506), y una de las 25 obras de Laurentius Corvinus (1508). Corvino había dado clases en la Academia de Cracovia mientras Copérnico estudiaba allí, y se conocían bien. Corvinus aceptó un trabajo en Thorn, pero en junio de 1509 viajó a la imprenta Haller de Cracovia, llevando consigo el manuscrito que le había confiado Copérnico. Corvinus (Rabe) añadió un poema, y Copérnico escribió una dedicatoria a su tío, el príncipe-obispo de Warmia Lucas Watzenrode. Haller publicó el libro antes de finales de 1509. En su portada aparecían las armas de Polonia, Lituania y Cracovia.